# اوتشاید
اوتشاید (به آلمانی: Utscheid) یک شهر در آلمان است که در بیتبورگ-پروم واقع شده‌است.